# Footprinting de l'ADN
Le footprint ou footprinting de l'ADN est une technique de biologie moléculaire permettant l'identification des protéines et facteurs de transcription se fixant sur une séquence de l'ADN.

## Méthode
Cette technique se fait en plusieurs étapes :
- Amplification d'ADN par PCR,
- Marquage du 5' d'un des deux brins de l'ADN
- Incubation de l'ADN amplifié avec des protéines d'intérêt,
- Digestion ménagée par une enzyme de type DNAse I (en présence de Ca2+. La réaction sera stoppée avec de l'EDTA (un chélateur de cations permettant d'inhiber et donc de stopper le travail de la nucléase),
- Analyse de la longueur des fragments (réalisée par des automates séquenceurs),
- Analyse du gel (de polyacrylamide) en conditions dénaturantes (présence de sodium dodécyl sulfate, par exemple)[2].